# Télé-achat
 (février 2007).
Ne doit pas être confondu avec Télé Achats ou Téléchat.
Une émission de télé-achat est une émission de télévision qui présente des produits (voire des services) directement à la vente pour les téléspectateurs.
Le télé-achat est imaginé dès 1877 dans l'article « The Electroscope », publié par le quotidien New York Sun, un canular qui imagine les usages futurs de ce que pourront être les utilisations d'un appareil permettant de voir à distance. La première utilisation imaginée est la possibilité pour un marchand de faire voir ses marchandises au monde entier.
Une première transaction par télévision est signalée aux États-Unis le 16 mai 1931. En Europe, les premières expérimentations sont conduites en Angleterre dès 1934. mais c'est surtout à partir des années 1970 que la pratique prend forme, par le biais de sociétés de production italiennes et américaines, respectivement en 1974 et 1978, avant de se diffuser partout dans le monde. En février 2018, la base MAVISE de l'Observatoire européen de l'audiovisuel recensait plus de 150 chaînes de télé-achat en Europe.

## En France
Le télé-achat apparaît pour la première fois en France en octobre 1987, sous l'égide de Pierre Bellemare, avec Le Magazine de l'objet, ensuite devenu Téléshopping. Dans sa tâche, il est secondé de Maryse Corson.
Point de rencontre du spectacle et du commerce, il a pour principal objectif de vendre à distance (via le téléphone, le minitel ou internet), et à chaud, des produits aux téléspectateurs par le biais de « vitrines thématiques » telles le multimédia, la cuisine, le bricolage, la mode, le sport et les loisirs. Interdit sur les chaînes du service public, le télé-achat devient, après l'instauration d'une réglementation de la CNCL qui prend effet le 6 janvier 1988, un rendez-vous quotidien sur de nombreuses chaînes de télévision privées françaises (TF1, Canal+, La Cinq, M6, RTL9, Paris Première, etc.)
Aujourd'hui, des chaînes de télévision sont consacrées entièrement au télé-achat (M6 Boutique, Best of Shopping...).

### Anciennes émissions de télé-achat en France
- Le Magazine de l'objet (1987-1988)
- La Boutique de Canal+ (1987-1991)[7]
- Télé Chouchou  (1988-1989)
- Le Club du télé-achat (1989-1992)
- Achats et Cie (2002-2004)
- Déstockage de marques (2007-2009)
- QVC France  (2015-2019)

### Émissions actuelles de télé-achat en France
- Téléshopping (depuis 1988)
- M6 Boutique (1988)
- Euroshopping
- Tek TV Shop
- Best of Shopping
- Mybo TV

### Dans la culture
Le film France Boutique (2003) met en scène des personnages travaillant pour une émission de télé-achat.
Dans le film Cliente (2008), Josiane Balasko et Nathalie Baye travaillent respectivement à la réalisation et à la présentation d'un programme de télé-achat.